# Acuclavella cosmetoides
Acuclavella cosmetoides is een hooiwagen uit de familie Ceratolasmatidae. De wetenschappelijke naam van Acuclavella cosmetoides gaat  terug op W. A. Shear.